# Cuba op de Olympische Zomerspelen 2000
Cuba nam deel aan de Olympische Zomerspelen 2000 in Sydney, Australië. De ploeg, bestaande uit 147 mannen en 82 vrouwen, won 29 medailles en eindigde daardoor op de negende plaats in het medailleklassement.

## Medailleoverzicht
| Sport     | Olympiër | Discipline               | Medaille |
| --------- | --- | ------------------------ | -------- |
| Atletiek  | Anier García | 110m horden (m)          | Goud     |
| Atletiek  | Iván Pedroso | verspringen (m)          | Goud     |
| Boksen    | Guillermo Rigondeaux | -54kg (m)                | Goud     |
| Boksen    | Mario Kindelán | -60kg (m)                | Goud     |
| Boksen    | Jorge Gutiérrez | -75kg (m)                | Goud     |
| Boksen    | Félix Savón | -91kg (m)                | Goud     |
| Judo      | Legna Verdecia | -52kg (v)                | Goud     |
| Judo      | Sibelis Veranes | -70kg (v)                | Goud     |
| Taekwondo | Ángel Matos | -80kg (m)                | Goud     |
| Volleybal | Taismary Agüero Idalmis Gato Zoila Barros Lilia Izquierdo Regla Bell Mireya Luis Marlenis Costa Yumilka Ruíz Ana Fernández Marta Sánchez Mirka Francia Regla Torres | zaal (v)                 | Goud     |
| Worstelen | Feliberto Ascuy | -69kg Grieks-Romeins (m) | Goud     |
| Atletiek  | Yoel García | hink-stap-springen (m)   | Zilver   |
| Atletiek  | Javier Sotomayor | hoogspringen (m)         | Zilver   |
| Honkbal   | Omar Ajete Yasser Gómez Juan Manrique Gabriel Pierre Yovany Aragon José Ibar Javier Méndez Maels Rodríguez Miguel Caldés Luis Orestes Kindelán Rolando Meriño Antonio Scull Danel Castro Pedro Luis Lazo Germán Mesa Luis Ulacia José Contreras Omar Linares Antonio Pacheco Massó Lazaro Valle Yobal Dueñas Oscar Macías Ariel Pestano Norge Luis Vera | mannen                   | Zilver   |
| Kanovaren | Ledis Balceiro | C-1 1000m (m)            | Zilver   |
| Kanovaren | Leobaldo Pereira Ibrahim Rojas | C-2 1000m (m)            | Zilver   |
| Judo      | Driulis González | -57kg (v)                | Zilver   |
| Judo      | Daima Beltrán | +78kg (v)                | Zilver   |
| Taekwondo | Urbia Melendez | -49kg (v)                | Zilver   |
| Worstelen | Yoel Romero | -85kg vrije stijl (m)    | Zilver   |
| Worstelen | Lázaro Rivas | -54kg Grieks-Romeins (m) | Zilver   |
| Worstelen | Juan Marén | -63kg Grieks-Romeins (m) | Zilver   |
| Atletiek  | José Ángel César Iván García Freddy Mayola Luis Alberto Pérez-Rionda | 4x100m (m)               | Brons    |
| Atletiek  | Osleidys Menéndez | speerwerpen (m)          | Brons    |
| Boksen    | Maikro Romero | -51kg (m)                | Brons    |
| Boksen    | Diógenes Luña | -67kg (m)                | Brons    |
| Judo      | Manolo Poulot | -60kg (m)                | Brons    |
| Schermen  | Nelson Loyola Carlos Pedroso Iván Trevejo | degen team (m)           | Brons    |
| Worstelen | Alexis Rodríguez | -130kg vrije stijl (m)   | Brons    |

## Deelnemers en resultaten per onderdeel

### Atletiek
| Olympiër                                                             | Discipline             | Resultaat | Prestatie |
| -------------------------------------------------------------------- | ---------------------- | --------- | --- |
| Freddy Mayola                                                        | 100m (m)               | 26e       | serie 2: 3de in 10,33 kwartfinale 2: 6de in 10,35                                                            |
| Anier García                                                         | 110m horden (m)        | Goud      | serie 3: 1ste in 13,60 kwartfinale 1: 1ste in 13,53 halve finale 1: 1ste in 13,16 finale: 1ste in 13,00 (NR) |
| Yoel Hernandez                                                       | 110m horden (m)        | 9e        | serie 2: 2de in 13,56 kwartfinale 4: 4de in 13,40 halve finale 2: 5de in 13,41                               |
| José Ángel César Iván García Freddy Mayola Luis Alberto Pérez-Rionda | 4x100m (m)             | Brons     | serie 4: 1ste in 38,74 halve finale 2: 1ste in 38,16 finale: 3de in 38,04                                    |
| Luis Méliz                                                           | verspringen (m)        | 7e        | kwalificatie groep B: 1ste met 8,21m finale: 7de met 8,08m                                                   |
| Yoel Hernandez                                                       | verspringen (m)        | Brons     | kwalificatie groep A: 1ste met 8,32m finale: 1ste met 8,55m                                                  |
| Michael Calvo                                                        | hink-stap-springen (m) | 27e       | kwalificatie groep B: 15de met 16,30m                                                                        |
| Yoel García                                                          | hink-stap-springen (m) | Zilver    | kwalificatie groep B: 3de met 17,08m finale: 2de met 17,47m                                                  |
| Yoelbi Quesada                                                       | hink-stap-springen (m) | Zilver    | kwalificatie groep A: 3de met 17,03m finale: 4de met 17,37m                                                  |
| Javier Sotomayor                                                     | hoogspringen (m)       | Zilver    | kwalificatie groep B: 4de met 2,27m finale: 2de in 2,32m                                                     |
| Alexis Paumier                                                       | kogelstoten (m)        | 33e       | kwalificatie groep A: 18de met 18,31m                                                                        |
| Frank Casañas                                                        | discuswerpen (m)       | 24e       | kwalificatie groep A: 10de met 60,84m                                                                        |
| Yoel Hernandez                                                       | discuswerpen (m)       | 20e       | kwalificatie groep B: 12de met 61,13m                                                                        |
| Emeterio González                                                    | speerwerpen (m)        | 8e        | kwalificatie groep A: 6de met 82,64m finale: 8ste met 83,33m                                                 |
| Isbel Luaces                                                         | speerwerpen (m)        | 28e       | kwalificatie groep B: 14de met 75,17m                                                                        |
| Eugenio Balanqué                                                     | tienkamp (m)           | DNF       | niet gefinisht                                                                                               |
| Raúl Duany                                                           | tienkamp (m)           | 15e       | 8054 punten                                                                                                  |
|                                                                      |                        |           | |
| Zulia Calatayud                                                      | 800m (v)               | 6e        | serie 3: 3de in 2.00,18 halve finale 1: 3de in 1.59,30 finale: 6de in 1.58,66                                |
| Aliuska Lopez                                                        | 100m horden (v)        | 5e        | serie 4: 3de in 12,97 kwartfinale 1: 3de in 12,92 halve finale 2: 4de in 12,90 finale: 5de in 12,83          |
| Daimi Pernia                                                         | 400m horden (v)        | 4e        | serie 2: 1ste in 55,53 halve finale 1: 2de in 54,92 finale: 4de in 53,68                                     |
| Zulia Calatayud Julia Duporty Idalmis Bonne Daimí Pernía             | 4x400m (v)             | 8e        | serie 1: 2de in 3.25,22 finale: 8ste in 3.29,47                                                              |
| Lissette Cuza                                                        | verspringen (v)        | 26e       | kwalificatie groep A: 15de met 6,25m                                                                         |
| Yamilé Aldama                                                        | hink-stap-springen (v) | 4e        | kwalificatie groep A: 3de met 14,27m finale: 4de met 14,30m                                                  |
| Ioamnet Quintero                                                     | hoogspringen (v)       | 14e       | kwalificatie groep A: 7de met 1,92m                                                                          |
| Yumileidi Cumbá                                                      | kogelstoten (v)        | 6e        | kwalificatie groep A: 5de met 18,42m finale: 6de met 18,70m                                                  |
| Sonia Bisset                                                         | speerwerpen (v)        | 5e        | kwalificatie groep A: 6de met 60,09m finale: 5de met 63,25m                                                  |
| Osleidys Menéndez                                                    | speerwerpen (v)        | Brons     | kwalificatie groep B: 1ste met 67,34m finale: 3de met 66,18m                                                 |
| Xiomara Rivero                                                       | speerwerpen (v)        | 6e        | kwalificatie groep B: 2de met 61,89m finale: 6de met 62,92m                                                  |
| Yipsi Moreno                                                         | kogelslingeren (v)     | 4e        | kwalificatie groep A: 3de met 65,74m finale: 4de met 68,33m                                                  |
| Magalys García                                                       | zevenkamp (v)          | 11e       | 6054 punten                                                                                                  |

### Basketbal
| Olympiër | Discipline | Resultaat | Prestatie |
| --- | ---------- | --------- | --- |
| Liset Castillo Milayda Enríquez Cariola Hechavarría Dalia Henry Grisel Herrera María León Yamilé Martínez Yaquelín Plutín Tania Seino Yuliseny Soria Taimara Suero Lisdeivis Víctores | vrouwen    | 9e        | groep B: 5de V van Rusland: 62-72 V van Verenigde Staten: 61-90 W van Nieuw-Zeeland: 74-55 V van Polen: 65-72 V van Zuid-Korea: 56-69 9-10de plek: W van Canada: 67-58 |

| Groep B |                  |             |             |             |            |            |            |        |
| #       | Land             | Wedstrijden | Wedstrijden | Wedstrijden | Doelpunten | Doelpunten | Doelpunten | Punten |
| #       | Land             | G           | W           | V           | V          | T          | Saldo      | Punten |
| 1       | Verenigde Staten | 5           | 5           | 0           | 446        | 312        | +134       | 10     |
| 2       | Rusland          | 5           | 3           | 2           | 398        | 325        | +73        | 8      |
| 3       | Zuid-Korea       | 5           | 3           | 2           | 343        | 296        | +47        | 8      |
| 4       | Polen            | 5           | 3           | 2           | 327        | 339        | −12        | 8      |
| 5       | Cuba             | 5           | 1           | 4           | 318        | 358        | −40        | 6      |
| 6       | Nieuw-Zeeland    | 5           | 0           | 5           | 304        | 396        | −92        | 5      |

| Ronde        | Datum  | Plaats           | Land  | Score         | Land |
| ------------ | ------ | ---------------- | ----- | ------------- | ---- |
| Groepsfase   |        |                  |       |               |      |
| 16 september | Sydney | Rusland          | 72-62 | Cuba          |      |
| 18 september | Sydney | Verenigde Staten | 90-61 | Cuba          |      |
| 20 september | Sydney | Cuba             | 74-55 | Nieuw-Zeeland |      |
| 22 september | Sydney | Polen            | 72-65 | Cuba          |      |
| 24 september | Sydney | Zuid-Korea       | 69-56 | Cuba          |      |
| 9-10de plek  |        |                  |       |               |      |
| 26 september | Sydney | Cuba             | 67-58 | Canada        |      |

### Boksen
| Olympiër              | Discipline  | Resultaat | Prestatie |
| --------------------- | ----------- | --------- | --- |
| Maikro Romero         | -48kg (m)   | Brons     | 1ste ronde: W van VEN Bustamente: 15-8 2de ronde: W van ROU Marian: scheidsrechterlijke beslissing kwartfinale: W van UKR Sydorenko: 12-5 halve finale: V van FRA Asloum: 12-13                                           |
| Manuel Mantilla       | -51kg (m)   | 5e        | 1ste ronde: W van CHN Yang: 20-3 2de ronde: W van ROU Dobrescu: scheidsrechterlijke beslissing kwartfinale: V van THA Ponlid: 8-19                                                                                        |
| Guillermo Rigondeaux  | -54kg (m)   | Goud      | 1ste ronde: W van TUN Zemzini: knock-out 2de ronde: W van JPN Tsujimoto: scheidsrechterlijke beslissing kwartfinale: W van TUR Agaguloglu: 14-5 halve finale: W van USA Vinson: 18-6 finale: W van RUS Malakhbekov: 18-12 |
| Yosvani Aguilera      | -57kg (m)   | 5e        | 1ste ronde: W van JPN Tsukamoto: scheidsrechterlijke beslissing 2de ronde: W van BUL Mladenov: 15-8 kwartfinale: V van RUS Djamaloudinov: 12-17                                                                           |
| Mario Kindelán        | -60kg (m)   | Goud      | 1ste ronde: vrij 2de ronde: W van THA Wiangwiset: 14-8 kwartfinale: W van GRE Ouzlian: scheidsrechterlijke beslissing halve finale: W van RUS Maletin: 27-15 finale: W van UKR Kotelnyk: 14-4                             |
| Diógenes Luña         | -63,5kg (m) | Brons     | 1ste ronde: vrij 2de ronde: W van FRA Blain: 25-14 kwartfinale: W van EGY Khoulef: scheidsrechterlijke beslissing halve finale: V van USA Williams: 41-42                                                                 |
| Yosvani Aguilera      | -67kg (m)   | 9e        | 1ste ronde: W van ZAM Chibuye: 18-4 2de ronde: V van ROU Simion: 7-11 |
| Juan Hernández Sierra | -71kg (m)   | 5e        | 1ste ronde: W van GAB Mba: scheidsrechterlijke beslissing 2de ronde: W van TUN Marmouri: scheidsrechterlijke beslissing kwartfinale: V van KAZ Ibraimov: 9-16                                                             |
| Jorge Gutiérrez       | -75kg (m)   | Goud      | 1ste ronde: W van THA Chimlum 20-11 2de ronde: W van GRE Giannoulas: 20-7 kwartfinale: W van ROU Diaconu: knock-out halve finale: W van AZE Alakparov: 19-9 finale: W van RUS Gaidarbekov: 17-15                          |
| Isael Álvarez         | -81kg (m)   | 9e        | 1ste ronde: W van ITA Fragomeni: scheidsrechterlijke beslissing 2de ronde: V van KAZ Orazaliyev: scheidsrechterlijke beslissing                                                                                           |
| Félix Savón           | -91kg (m)   | Goud      | 1ste ronde: W van NGR Ojemaye scheidsrechterlijke beslissing kwartfinale: W van USA Bennett: 14-8 halve finale: W van GER Köber: 14-8 finale: W van RUS Ibragimov: 21-13                                                  |
| Alexis Rubalcaba      | -81kg (m)   | 5e        | 1ste ronde: W van GER Koc: knock-out kwartfinale: V van KAZ Dildabekov: 12-25 |

### Boogschieten
| Olympiër            | Discipline      | Resultaat | Prestatie |
| ------------------- | --------------- | --------- | --- |
| Ismely Arias        | individueel (m) | 9e        | plaatsingsronde: 41ste met 616 punten 1ste ronde: W van UKR Parkhomenko: 164-160 2de ronde: W van GBR Needham: 164-164 3de ronde: V van AUS Fairweather: 163-167 |
| Juan Carlos Stevens | individueel (m) | 33e       | plaatsingsronde: 57ste met 595 punten 1ste ronde: V van AUS Fairweather: 161-170                                                                                 |
|                     |                 |           | |
| Edisbel Martínez    | individueel (v) | 9e        | plaatsingsronde: 56ste met 611 punten 1ste ronde: V van SWE Erisson: 146-154                                                                                     |
| Yaremis Pérez       | individueel (v) | 33e       | plaatsingsronde: 54ste met 612 punten 1ste ronde: W van CHN Yu: 159-155 2de ronde: V van USA Scavotto: 155-158                                                   |

### Gewichtheffen
| Olympiër         | Discipline | Resultaat | Prestatie                                                      |
| ---------------- | ---------- | --------- | -------------------------------------------------------------- |
| Sergio Álvarez   | -56kg (m)  | 5e        | trekken: 7de met 120 kg stoten: 5de met 155 kg totaal: 275 kg  |
| Idalberto Aranda | -77kg (m)  | 9e        | trekken: 12de met 150 kg stoten: 3de met 200 kg totaal: 350 kg |
| Joel Mackenzie   | -85kg (m)  | 11e       | trekken: 9de met 165 kg stoten: 11de met 200 kg totaal: 365 kg |
| Ernesto Quiroga  | -85kg (m)  | 8e        | trekken: 9de met 165 kg stoten: 4de met 210 kg totaal: 375 kg  |
| Michel Batista   | -94kg (m)  | 9e        | trekken: 9de met 175 kg stoten: 9de met 210 kg totaal: 385 kg  |

### Gymnastiek
| Olympiër       | Discipline               | Resultaat | Prestatie                                                             |
| -------------- | ------------------------ | --------- | --------------------------------------------------------------------- |
| Lazaro Lamelas | meerkamp individueel (m) | 30e       | kwalificatie: 35ste met 55,722 punten finale: 30ste met 55,586 punten |
| Eric López     | meerkamp individueel (m) | 17e       | kwalificatie: 28ste met 56,123 punten finale: 17de met 56,811 punten  |

### Handbal
| Olympiër | Discipline | Resultaat | Prestatie |
| --- | ---------- | --------- | --- |
| Amauris Cardenas Damian Cuesta Diego Wong Félix Romero Freddy Suarez José Hernandez Juan Gonzalez Luis Silveira Miguel Montes Misael Iglesias Odael Marcos Raul Hard Rolando Uros Yunier Noris | mannen     | 11e       | groep A: 6de V van Duitsland: 22-30 V van Rusland: 26-31 V van Egypte: 26-29 V van Joegoslavië: 26-33 V van Zuid-Korea: 28-35 11-12de plek: W van Australië: 26-24 |

| Groep A |             |             |             |             |             |            |            |            |        |
| #       | Land        | Wedstrijden | Wedstrijden | Wedstrijden | Wedstrijden | Doelpunten | Doelpunten | Doelpunten | Punten |
| #       | Land        | G           | W           | G           | V           | V          | T          | Saldo      | Punten |
| 1       | Rusland     | 5           | 4           | 0           | 1           | 129        | 121        | +8         | 8      |
| 2       | Duitsland   | 5           | 3           | 1           | 1           | 128        | 113        | +15        | 7      |
| 3       | Joegoslavië | 5           | 3           | 0           | 2           | 130        | 127        | +3         | 6      |
| 4       | Egypte      | 5           | 3           | 0           | 2           | 122        | 115        | +7         | 6      |
| 5       | Zuid-Korea  | 5           | 1           | 1           | 2           | 128        | 131        | −3         | 3      |
| 6       | Cuba        | 5           | 0           | 0           | 5           | 128        | 158        | −30        | 0      |

| Ronde        | Datum  | Plaats      | Land  | Score      | Land |
| ------------ | ------ | ----------- | ----- | ---------- | ---- |
| Groepsfase   |        |             |       |            |      |
| 16 september | Sydney | Duitsland   | 30-22 | Cuba       |      |
| 18 september | Sydney | Cuba        | 26-31 | Rusland    |      |
| 16 september | Sydney | Egypte      | 29-26 | Cuba       |      |
| 16 september | Sydney | Joegoslavië | 33-26 | Cuba       |      |
| 18 september | Sydney | Cuba        | 28-35 | Zuid-Korea |      |
| 11-12de plek |        |             |       |            |      |
| 26 september | Sydney | Cuba        | 26-24 | Australië  |      |

### Honkbal
| Olympiër | Discipline | Resultaat | Prestatie |
| --- | ---------- | --------- | --- |
| Omar Ajete Yasser Gómez Juan Manrique Gabriel Pierre Yovany Aragon José Ibar Javier Méndez Maels Rodríguez Miguel Caldés Luis Orestes Kindelán Rolando Meriño Antonio Scull Danel Castro Pedro Luis Lazo Germán Mesa Luis Ulacia José Contreras Omar Linares Antonio Pacheco Massó Lazaro Valle Yobal Dueñas Oscar Macías Ariel Pestano Norge Luis Vera | mannen     | Zilver    | groepsfase: 1ste W van Zuid-Afrika: 16-0 W van Italië: 13-5 W van Zuid-Korea: 6-5 V van Nederland: 2-4 W van Australië: 1-0 W van Verenigde Staten: 6-1 W van Japan: 6-2 halve finale: W van Japan: 3-0 finale: V van Verenigde Staten: 0-4 |

| Groep B |                  |             |             |             |
| #       | Land             | Wedstrijden | Wedstrijden | Wedstrijden |
| #       | Land             | G           | W           | V           |
| 1       | Cuba             | 7           | 6           | 1           |
| 2       | Verenigde Staten | 7           | 6           | 1           |
| 3       | Zuid-Korea       | 7           | 4           | 3           |
| 4       | Japan            | 7           | 4           | 3           |
| 5       | Nederland        | 7           | 3           | 4           |
| 6       | Italië           | 7           | 2           | 5           |
| 7       | Australië        | 7           | 2           | 5           |
| 8       | Zuid-Afrika      | 7           | 1           | 6           |

| Ronde        | Datum  | Plaats     | Land | Score            | Land |
| ------------ | ------ | ---------- | ---- | ---------------- | ---- |
| Groepsfase   |        |            |      |                  |      |
| 17 september | Sydney | Cuba       | 16-0 | Zuid-Afrika      |      |
| 18 september | Sydney | Cuba       | 13-5 | Italië           |      |
| 19 september | Sydney | Zuid-Korea | 5-6  | Cuba             |      |
| 20 september | Sydney | Nederland  | 4-2  | Cuba             |      |
| 22 september | Sydney | Cuba       | 1-0  | Australië        |      |
| 23 september | Sydney | Cuba       | 6-1  | Verenigde Staten |      |
| 24 september | Sydney | Japan      | 2-6  | Cuba             |      |
| Halve finale |        |            |      |                  |      |
| 26 september | Sydney | Cuba       | 3-0  | Japan            |      |
| Finale       |        |            |      |                  |      |
| 27 september | Sydney | Cuba       | 0-4  | Verenigde Staten |      |

### Judo
| Olympiër           | Discipline | Resultaat | Prestatie |
| ------------------ | ---------- | --------- | --- |
| Manolo Poulot      | -60kg (m)  | Brons     | 1ste ronde: vrij 2de ronde: W van ARG Stanev 3de ronde: W van KGZ Smagulov kwartfinale: W van MDA Kurdgelashvili halve finale: V van JPN Nomura bronzen finale: W van KAZ Donbay |
| Yordanis Arencibia | -66kg (m)  | 21e       | 1ste ronde: vrij 2de ronde: V van GEO Vazagashvili |
| Hector Lombard     | -73kg (m)  | 21e       | 1ste ronde: W van EGY El Hossainy 2de ronde: V van UKR Bilodid |
| Gabriel Arteaga    | -81kg (m)  | 13e       | 1ste ronde: W van POL Krawczyk 2de ronde: W van BRA Aragao 3de ronde: V van FRA Bouras herkansingen: V van NED Arens                                                             |
| Yosvany Despaigne  | -90kg (m)  | 13e       | 1ste ronde: V van NED Huizinga herkansingen: V van USA Olson |
| Yosvani Kessel     | -100kg (m) | 9e        | 1ste ronde: vrij 2de rond: V van JPN Inoue herkansingen: W van NZL Gowing herkansingen: V van ISR Ze'evi                                                                         |
| Ángel Sánchez      | -81kg (m)  | 9e        | 1ste ronde: W van USA Boonzaayer 2de ronde: W van FIJ Qerewaga 3de ronde: W van UKR Ruslyakov kwartfinale: W van JPN Shinohara herkansingen: V van BLR Sharapov                  |
|                    |            |           | |
| Amarilis Savón     | -48kg (v)  | 7e        | 1ste ronde: vrij 2de ronde: W van ROU Moise kwartfinale: V van RUS Bruletova herkansingen: W van GBR Dunn herkansingen 2: V van BEL Simons                                       |
| Legna Verdecia     | -52kg (v)  | Goud      | 1ste ronde: vrij 2de ronde: W van ESP Leon kwartfinale: W van ARG Mariani halve finale: W van PRK Kye finale: W van JPN Narazaki                                                 |
| Driulis González   | -57kg (v)  | Zilver    | 1ste ronde: vrij 2de ronde: W van FRA Harel kwartfinale: W van BEL Lomba halve finale: W van CHN Shen finale: V van ESP Fernández                                                |
| Kenia Rodríguez    | -63kg (v)  | 14e       | 1ste ronde: W van NGR Yusuf 2de ronde: V van GBR Roberts |
| Sibelis Veranes    | -70kg (v)  | Goud      | 1ste ronde: vrij 2de ronde: W van GER Wansart kwartfinale: W van USA Bacher halve finale: W van KOR Cho finale: W van GBR Howey                                                  |
| Diadenis Luna      | -78kg (v)  | 5e        | 1ste ronde: W van CAN Ribble 2de ronde: W van USA Tong kwartfinale: W van ROU Richter halve finale: V van FRA Lebrun bronzen finale: V van ITA Pierantozzi                       |
| Daima Beltrán      | +78kg (v)  | Zilver    | 1ste ronde: W van KOR Kim 2de ronde: W van AUS Curren kwartfinale: W van BEL Oliver halve finale: W van JPN Yamashita finale: V van CHN Yuan                                     |

### Kanovaren
| Olympiër                       | Discipline    | Resultaat | Prestatie                                         |
| ------------------------------ | ------------- | --------- | ------------------------------------------------- |
| Ledis Balceiro                 | C-1 500m (m)  | 6e        | serie 2: 3de in 1.51,918 finale: 6de in 2.32,229  |
| Ledis Balceiro                 | C-1 1000m (m) | Zilver    | serie 1: 1ste in 3.55,120 finale: 2de in 3.56,071 |
| Ibrahim Rojas Leobaldo Pereira | C-2 500m (m)  | 9e        | serie 2: 2de in 1.42,180 finale: 9de in 2.17,126  |
| Ibrahim Rojas Leobaldo Pereira | C-2 1000m (m) | Zilver    | serie 2: 3de in 3.38,978 finale: 2de in 3.38,573  |

### Roeien
| Olympiër                                                     | Discipline             | Resultaat | Prestatie |
| ------------------------------------------------------------ | ---------------------- | --------- | --- |
| Raul Leon Osmani Martin                                      | lichte dubbel-twee (m) | 18e       | serie 2: 3de in 6.42,24 herkansingen: 3de in 6.44,08                                                           |
| Yoennis Hernández Yosbel Martinez                            | dubbel-twee (m)        | 12e       | serie 3: 4de in 6.40,27 herkansingen: 3de in 6.35,78 halve finale 2: 6de in 6.40,71 finale B: 6de in 6.40,71   |
| Leonides Same Eusebio Acea Yoennis Hernández Yosbel Martinez | dubbel-vier (m)        | 12e       | serie 1: 4de in 6.00,67 herkansingen: 1ste in 6.04,45 halve finale 2: 6de in 6.01,39 finale B: 6de in 6.00,63  |
|                                                              |                        |           | |
| Mayra González                                               | skiff (v)              | 7e        | serie 1: 3de in 7.48,28 herkansingen: 1ste in 7.46,25 halve finale 1: 4de in 7.38,97 finale B: 1ste in 7.32,29 |
| Marlenis Mesa Dailin Taset                                   | lichte dubbel-twee (v) | 15e       | serie 2: 6de in 7.38,26 herkansingen: 4de in 7.29,10 finale C: 3de in 7.19,63                                  |

### Schermen
| Olympiër                                    | Discipline     | Resultaat | Prestatie |
| ------------------------------------------- | -------------- | --------- | --- |
| Nelson Loyola                               | degen (m)      | 35e       | voorronde: V van UKR Horbachuk: 14-15                                                                                                  |
| Carlos Pedroso                              | degen (m)      | 34e       | voorronde: V van AUS Adams: 13-15 |
| Ivan Trevejo                                | degen (m)      | 6e        | voorronde: vrij 1ste ronde: W van KGZ Poddubny: 15-10 2de ronde: W van ITA Rota: 15-12 kwartfinale: V van RUS Kolobkov: 14-15          |
| Nelson Loyola Ivan Trevejo Carlos Pedroso   | degen team (m) | Brons     | 1ste ronde: vrij kwartfinale: W van Duitsland: 45-44 halve finale: V van Frankrijk: 36-45 bronzen finale: W van Zuid-Korea: 45-31      |
| Oscar García                                | floret (m)     | 17e       | 1ste ronde: vrij 2de ronde: V van POL Mocek: 9-15                                                                                      |
| Elvis Gregory                               | floret (m)     | 9e        | 1ste ronde: vrij 2de ronde: W van KUW Ali: 15-5 3de ronde: V van RUS Shevchenko: 14-15                                                 |
| Rolando Tucker                              | floret (m)     | 14e       | 1ste ronde: vrij 2de ronde: W van AUT Wendt: 15-5 3de ronde: V van FRA Ferrari: 13-15                                                  |
| Elvis Gregory Oscar García Rolando Tucker   | degen team (m) | 7e        | 1ste ronde: V van Frankrijk: 43-45 5-8ste plek: V van Duitsland: 44-45 7-8ste plek: W van Rusland: 45-39                               |
| Cándido Maya                                | sabel (m)      | 38e       | 1ste ronde: V van ROU Lupeică: 10-15                                                                                                   |
|                                             |                |           | |
| Tamara Esteri                               | degen (v)      | 27e       | 1ste ronde: vrij 2de ronde: V van CUB Ortíz: 7-15                                                                                      |
| Mirayda García                              | degen (v)      | 21e       | 1ste ronde: vrij 2de ronde: V van SUI Hablützel-Bürki: 14-15                                                                           |
| Zuleydis Ortíz                              | degen (v)      | 6e        | 1ste ronde: vrij 2de ronde: W van CUB Esteri: 15-7 3de ronde: W van SUI Romagnoli: 15-11 kwartfinale: V van SUI Hablützel-Bürki: 14-15 |
| Tamara Esteri Zuleydis Ortíz Mirayda García | degen team (v) | 7e        | 1ste ronde: V van Zwitserland: 38-45 5-8ste plek: V van Frankrijk: 39-45 7-8ste plek: W van Noorwegen: 45-32                           |
| Migsey Dussu                                | floret (v)     | 31e       | 1ste ronde: W van UKR Vasylieva: 15-6 2de ronde: V van ROU Badea-Cârlescu: 6-15                                                        |

### Schietsport
| Olympiër                 | Discipline                 | Resultaat | Prestatie                                              |
| ------------------------ | -------------------------- | --------- | ------------------------------------------------------ |
| Norbelis Bárzaga         | 50m pistool (m)            | 35e       | kwalificatie: 30ste met 547 punten (89-86-93-94-92-93) |
| Leuris Pupo              | 25m ssnelvuurpistool (m)   | 9e        | kwalificatie: 9de met 584 punten (293-291)             |
| Norbelis Bárzaga         | 10m luchtpistool (m)       | 33e       | kwalificatie: 33ste met 566 punten (93-96-92-97-95-93) |
| Juan Miguel Rodríguez    | skeet (m)                  | 39e       | kwalificatie: 39ste met 116 punten (71-45)             |
| Guillermo Alfredo Torres | skeet (m)                  | 35e       | kwalificatie: 43ste met 115 punten (70-45)             |
|                          |                            |           |                                                        |
| Eunice Caballero         | 10m luchtgeweer (v)        | 36e       | kwalificatie: 36ste met 388 punten (99-96-99-94)       |
| Eunice Caballero         | 50m geweer 3 houdingen (v) | 30e       | kwalificatie: 30ste met 567 punten (188-186-193)       |
| Margarita Tarradell      | 25m pistool (v)            | 20e       | kwalificatie: 20ste met 575 punten (283-292)           |
| Margarita Tarradell      | 10m luchtpistool (v)       | 11e       | kwalificatie: 11de met 381 punten (94-96-96-95)        |

### Schoonspringen
| Olympiër         | Discipline    | Resultaat | Prestatie                                                                                    |
| ---------------- | ------------- | --------- | -------------------------------------------------------------------------------------------- |
| Yoendris Salazar | 3m plank (m)  | 18e       | voorronde: 15de met 377,58 punten halve finale: 17de met 197,52 punten totaal: 575,10 punten |
| José Guerra      | 10m toren (m) | 14e       | voorronde: 13de met 403,14 punten halve finale: 13de met 181,65 punten totaal: 584,79 punten |
| Jesus Iory       | 10m toren (m) | 22e       | voorronde: 13de met 403,14 punten halve finale: 22ste met 368,34 punten                      |
|                  |               |           |                                                                                              |
| Iohana Cruz      | 3m plank (v)  | 24e       | voorronde: 24ste met 239,97 punten                                                           |
| Yolanda Ortiz    | 10m toren (v) | 31e       | voorronde: 31ste met 231,63 punten                                                           |

### Softbal
| Olympiër | Discipline | Resultaat | Prestatie |
| --- | ---------- | --------- | --- |
| Diamela Puente Estela Milañes Haydee Hernández Laritza Espinosa Luisa Medina Maria Arceo Maria Santana Maria Zamora Niolis Ramos Olga Ruyol Vilma Alvarez Yamila Degrase Yamila Flor Yarisleidis Peña Yuneisy Castillo | vrouwen    | 7e        | groepsfase: 7de V van Japan: 1-4 V van Verenigde Staten: 0-3 V van Italië: 0-1 V van Nieuw-Zeeland: 2-6 W van Canada: 2-1 V van Australië: 1-8 |

| Groepsfase |                  |             |             |             |        |        |        |        |
| #          | Land             | Wedstrijden | Wedstrijden | Wedstrijden | Punten | Punten | Punten | Punten |
| #          | Land             | G           | W           | V           | RV     | RT     | Saldo  | Ptn    |
| 1          | Japan            | 7           | 7           | 0           | 18     | 7      | +9     | 1000   |
| 2          | Australië        | 7           | 6           | 1           | 22     | 5      | +17    | .857   |
| 3          | China            | 7           | 5           | 2           | 26     | 4      | +22    | .714   |
| 4          | Verenigde Staten | 7           | 4           | 3           | 19     | 6      | +3     | .571   |
| 5          | Italië           | 7           | 2           | 5           | 3      | 27     | −24    | .286   |
| 6          | Nieuw-Zeeland    | 7           | 2           | 5           | 12     | 22     | −10    | .286   |
| 7          | Cuba             | 7           | 1           | 6           | 6      | 30     | −24    | .143   |
| 8          | Canada           | 7           | 1           | 6           | 13     | 18     | −5     | .143   |

| Ronde        | Datum  | Plaats        | Land | Score            | Land |
| ------------ | ------ | ------------- | ---- | ---------------- | ---- |
| Groepsfase   |        |               |      |                  |      |
| 17 september | Sydney | Cuba          | 1-4  | Japan            |      |
| 18 september | Sydney | Cuba          | 0-3  | Verenigde Staten |      |
| 19 september | Sydney | Italië        | 1-0  | Cuba             |      |
| 20 september | Sydney | Nieuw-Zeeland | 6-2  | Cuba             |      |
| 21 september | Sydney | Cuba          | 0-7  | China            |      |
| 22 september | Sydney | Canada        | 1-2  | Cuba             |      |
| 23 september | Sydney | Australië     | 8-1  | Cuba             |      |

### Synchroonzwemmen
| Olympiër                      | Discipline | Resultaat | Prestatie                                                                                          |
| ----------------------------- | ---------- | --------- | -------------------------------------------------------------------------------------------------- |
| Kenia Perez Yamisleidys Romay | duet       | 18e       | kwalificatie: technisch: 18de met 29,913 punten vrij: 18de met 55,596 punten totaal: 85,509 punten |

### Taekwondo
| Olympiër       | Discipline | Resultaat | Prestatie |
| -------------- | ---------- | --------- | --- |
| Ángel Matos    | -80kg (m)  | Goud      | voorronde: W van CHI Soto: 9-2 kwartfinale: W van MEX Estrada: 2-0 halve finale: W van SWE Livaja: 4-0 finale: W van GER Ebnoutalib: 3-1 |
| Nelson Saenz   | +80kg (m)  | 9e        | voorronde: vrij kwartfinale: V van FRA Gentil: knock-out                                                                                 |
|                |            |           | |
| Urbia Melendez | -49kg (v)  | Zilver    | voorronde: W van MEX Pérez: 4-1 kwartfinale: W van LES Thamae: 3-0 halve finale: W van TUR Güvenc: 3-1 finale: V van AUS Burns: 2-4      |
| Sonallis Mayan | +67kg (v)  | 10e       | voorronde: V van ESP Ruíz: 0-3 |

### Tafeltennis
| Olympiër                    | Discipline     | Resultaat | Prestatie                                                |
| --------------------------- | -------------- | --------- | -------------------------------------------------------- |
| Francisco Arado             | enkelspel (m)  | 49e       | groep F: 3de V van JPN Iseki: 0-3 V van USA Cheng: 0-3   |
| Renier Sosa                 | enkelspel (m)  | 49e       | groep D: 3de V van NGR Toriola: 1-3 V van CAN Huang: 0-3 |
| Francisco Arado Ruben Arado | dubbelspel (m) | 49e       | kwalificatie: V van Australië: 0-2                       |
|                             |                |           |                                                          |
| Marisel Ramírez             | enkelspel (v)  | 49e       | groep H: 3de V van AUT Jia: 0-3 V van CRO Aganovic: 0-3  |

### Volleybal

#### Beach
| Olympiër                        | Discipline | Resultaat | Prestatie |
| ------------------------------- | ---------- | --------- | --- |
| Dalixia Fernández Tamara Larrea | beach (v)  | 9e        | 1ste ronde: V van Brazilië Pires/Samuel: 4-15 1ste ronde herkansingen: W van China Tian/Zhang: 15-12 1ste ronde herkansingen finale: W van Bulgarije Jantsjoelova/Jantsjoelova: 15-3 2de ronde: V van USA Davis/Jordan: 9-15 |

#### Zaal
| Olympiër | Discipline | Resultaat | Prestatie |
| --- | ---------- | --------- | --- |
| Alexei Argilagos Angel Dennis Raúl Diago Yosenki García Ramon Gato Ihosvany Hernández Osvaldo Hernández Leonel Marshall Pavel Pimienta Alain Roca Iván Ruíz Nicolas Vives | zaal (m)   | 7e        | groep A: 3de V van Nederland: 0-3 (22-25, 20-25, 23-25) W van Spanje: 3-1 (25-21, 25-12, 21-25, 25-20) W van Egypte: 3-0 (25-11, 25-18, 25-15) W van Australië: 3-0 (25-17, 25-20, 25-18) V van Brazilië: 0-3 (26-28, 28-30, 18-25) kwartfinale: V van Rusland: 2-3 (25-21, 23-25, 19-25, 25-19, 13-15) 5-8ste plek: V van Brazilië: 2-3 (25-23, 25-17, 21-25, 24-26, 11-15) 7-8ste plek: W van Australië: 3-0 (25-23, 25-11, 25-15) |

| Groep A |           |             |             |             |             |             |             |        |        |        |        |
| #       | Land      | Wedstrijden | Wedstrijden | Wedstrijden | Wedstrijden | Wedstrijden | Wedstrijden | Punten | Punten | Punten | Punten |
| #       | Land      | G           | W           | V           | SW          | SV          | SR          | SPW    | SPL    | Saldo  | Punten |
| 1       | Brazilië  | 5           | 5           | 0           | 15          | 1           | +14         | 415    | 331    | +84    | 10     |
| 2       | Nederland | 5           | 4           | 1           | 12          | 5           | +7          | 417    | 360    | +57    | 9      |
| 3       | Cuba      | 5           | 3           | 2           | 9           | 7           | +2          | 383    | 335    | +48    | 8      |
| 4       | Australië | 5           | 2           | 3           | 6           | 10          | −4          | 327    | 374    | −47    | 7      |
| 5       | Spanje    | 5           | 1           | 4           | 7           | 12          | −5          | 404    | 444    | −40    | 6      |
| 6       | Egypte    | 5           | 0           | 5           | 1           | 15          | −14         | 151    | 234    | −83    | 5      |

| Ronde          | Datum  | Plaats   | Land | Score     | Land |
| -------------- | ------ | -------- | ---- | --------- | ---- |
| Groepsfase     |        |          |      |           |      |
| 17 september   | Sydney | Cuba     | 0-3  | Nederland |      |
| 19 september   | Sydney | Egypte   | 1-3  | Cuba      |      |
| 21 september   | Sydney | Cuba     | 3-0  | Nederland |      |
| 23 september   | Sydney | Cuba     | 3-0  | Nederland |      |
| 25 september   | Sydney | Egypte   | 3-0  | Cuba      |      |
| Kwartfinale    |        |          |      |           |      |
| 27 september   | Sydney | Cuba     | 2-3  | Rusland   |      |
| 5-8ste plek    |        |          |      |           |      |
| 28 september   | Sydney | Brazilië | 3-2  | Cuba      |      |
| Bronzen finale |        |          |      |           |      |
| 29 september   | Sydney | Cuba     | 3-0  | Australië |      |

| Olympiër | Discipline | Resultaat | Prestatie |
| --- | ---------- | --------- | --- |
| Taismary Agüero Idalmis Gato Zoila Barros Lilia Izquierdo Regla Bell Mireya Luis Marlenis Costa Yumilka Ruíz Ana Fernández Marta Sánchez Mirka Francia Regla Torres | zaal (v)   | Goud      | groep B: 2de W van Duitsland: 3-0 (25-17, 25-18, 25-18) V van Rusland: 2-3 (25-20, 21-25, 25-21, 12-25, 13-15) W van Zuid-Korea: 3-0 (25-17, 25-13, 25-15) W van Italië: 3-0 (25-18, 25-21, 25-20) W van Peru: 3-1 (23-25, 25-12, 25-12, 25-16) kwartfinale: W van Kroatië: 3-0 (25-18, 25-23, 25-21) halve finale: W van Brazilië: 3-2 (27-29, 25-19, 21-25, 25-19, 15-9) finale: W van Rusland: 3-2 (25-27, 32-34, 25-19, 25-18, 15-7) |

| Groep A |            |             |             |             |             |             |             |        |        |        |        |
| #       | Land       | Wedstrijden | Wedstrijden | Wedstrijden | Wedstrijden | Wedstrijden | Wedstrijden | Punten | Punten | Punten | Punten |
| #       | Land       | G           | W           | V           | SW          | SV          | SR          | SPW    | SPL    | Saldo  | Punten |
| 1       | Rusland    | 5           | 5           | 0           | 15          | 5           | +10         | 465    | 392    | +73    | 10     |
| 2       | Cuba       | 5           | 4           | 1           | 14          | 4           | +10         | 419    | 332    | +87    | 9      |
| 3       | Zuid-Korea | 5           | 3           | 2           | 9           | 9           | 0           | 393    | 413    | −20    | 8      |
| 4       | Duitsland  | 5           | 2           | 3           | 8           | 10          | −2          | 380    | 395    | −15    | 7      |
| 5       | Italië     | 5           | 1           | 4           | 7           | 12          | −5          | 427    | 446    | −19    | 6      |
| 6       | Peru       | 5           | 0           | 5           | 2           | 15          | −13         | 316    | 422    | −106   | 5      |

| Ronde        | Datum  | Plaats     | Land | Score    | Land |
| ------------ | ------ | ---------- | ---- | -------- | ---- |
| Groepsfase   |        |            |      |          |      |
| 16 september | Sydney | Duitsland  | 0-3  | Cuba     |      |
| 18 september | Sydney | Cuba       | 2-3  | Rusland  |      |
| 20 september | Sydney | Zuid-Korea | 0-3  | Cuba     |      |
| 22 september | Sydney | Cuba       | 3-0  | Italië   |      |
| 24 september | Sydney | Peru       | 1-3  | Cuba     |      |
| Kwartfinale  |        |            |      |          |      |
| 26 september | Sydney | Kroatië    | 0-3  | Cuba     |      |
| Halve finale |        |            |      |          |      |
| 28 september | Sydney | Cuba       | 3-2  | Brazilië |      |
| Finale       |        |            |      |          |      |
| 30 september | Sydney | Cuba       | 3-2  | Rusland  |      |

### Wielersport
| Olympiër            | Discipline       | Resultaat | Prestatie                                                                            |
| Baan                | Baan             | Baan      | Baan                                                                                 |
| ------------------- | ---------------- | --------- | ------------------------------------------------------------------------------------ |
| Julio Cesar Herrera | sprint (m)       | 16e       | kwalificatie: 17de in 10,893 1ste ronde: V van FRA Gane 1ste ronde herkansingen: 3de |
| Julio Cesar Herrera | tijdrit (m)      | 10e       | 1.05,537                                                                             |
| Weg                 |                  |           |                                                                                      |
| Pedro Pablo Pérez   | wegwedstrijd (m) | 92e       | 5:52.48                                                                              |
|                     |                  |           |                                                                                      |
| Yoanka González     | wegwedstrijd (v) | DNF       | niet gefinisht                                                                       |
| Dania Perez         | wegwedstrijd (v) | 46e       | 3:28.28                                                                              |

### Worstelen
| Olympiër            | Discipline  | Resultaat   | Prestatie |
| Vrije stijl         | Vrije stijl | Vrije stijl | Vrije stijl |
| ------------------- | ----------- | ----------- | --- |
| Wilfredo García     | -54kg (m)   | 14e         | groep 4: 3de W van KGZ Donbaev: 4-1 V van BLR Kantoyeu: 1-7 |
| Carlos Julián Ortiz | -63kg (m)   | 6e          | groep 2: 1ste W van GEO Tushishvili: 6-1 W van JPN Miyaya: 4-1 kwartfinale: V van BUL Barzakov: 1-4 5-6de plek: V van ARM Hayrapetyan                                      |
| Yosvany Sánchez     | -69kg (m)   | 5e          | groep 2: 1ste W van BUL Kasabov: 4-0 W van POL Dąbrowski: 7-0 kwartfinale: V van CAN Igali: 1-3 5-6de plek: W van MDA Diaconu: 6-3                                         |
| Yosmany Romero      | -76kg (m)   | 11e         | groep 6: 3de V van GER Leipold: 1-4 V van MKD Gadzhikhanov: 0-3 W van SVK Kertanti: 3-2                                                                                    |
| Yoel Romero         | -85kg (m)   | Zilver      | groep 5: 1ste W van KAZ Kurugliyev: 4-0 W van LAT Samušonoks: 3-0 W van CAN Abdou: 8-0 halve finale: W van IRI Khadem: 3-0 finale: V van RUS Saitiev: 1-7                  |
| Wilfredo Morales    | -97kg (m)   | 14e         | groep 5: 3de V van AZE Magomedov: 0-3 V van KAZ Bayramukov: 0-2 |
| Alexis Rodríguez    | -130kg (m)  | Brons       | groep 1: 1ste W van BUL Kochev: 2-0 W van MGL Sumyaabazar: 1-1 kwartfinale: W van BLR Medvedev: 4-0 halve finale: V van UZB Taymazov bronzen finale: W van IRI Jadidi: 1-0 |
| Grieks-Romeins      |             |             | |
| Lázaro Rivas        | -54kg (m)   | Zilver      | groep 6: 1ste W van TUR Yldiz: 10-0 W van AZE Eyvazov: 6-1 W van NZL Pellew: 15-0 halve finale: W van UKR Kalashnykov: 11-0 finale: V van KOR Sim: 0-8                     |
| Juan Marén          | -63kg (m)   | Zilver      | groep 5: 1ste W van IND Singh: 8-0 W van KAZ Manukyan: 5-3 W van ALG Djakrir: 4-1 halve finale: W van SUI Motzer: 3-0 finale: V van RUS Samurgashev: 0-3                   |
| Filiberto Azcuy     | -69kg (m)   | Goud        | groep 2: 1ste W van ROU Memet: 4-2 W van AUS Abdo: 10-0 kwartfinale: W van KOR Son: 9-2 halve finale: W van EST Nikitin: 6-0 finale: W van JPN Nagata: 11-0                |
| Luis Enrique Méndez | -85kg (m)   | 5e          | groep 2: 1ste W van USA Clark: 5-0 W van EGY Abdelfatah: 4-3 kwartfinale: V van TUR Yerlikayah: 0-3 5-6de plek: V van BLR Tsilent: 0-4                                     |
| Reynaldo Peña       | -97kg (m)   | 15e         | groep 2: 3de W van KAZ Matviyenko: 1-0 V van ARM Samurgashev: 0-1 |
| Héctor Milián       | -130kg (m)  | 5e          | groep 1: 1ste W van EST Hallik: 3-0 W van CHN Hailin: 1-0 kwartfinale: V van BLR Debelka: 0-1 5-6de plek: W van UKR Saldadze: 5-3                                          |

### Zeilen
| Olympiër       | Discipline  | Resultaat | Prestatie                                          |
| -------------- | ----------- | --------- | -------------------------------------------------- |
| Anayansi Pérez | mistral (v) | 26e       | 226 punten: (26-28-19-23-27-24-27-27-28-27-26)     |
|                |             |           |                                                    |
| Jose Urbay     | laser       | 35e       | 259 punten: (32-14-37-27-37-31-35-22-OCS/s>-35-26) |

### Zwemmen
| Olympiër                                                      | Discipline            | Resultaat | Prestatie                                          |
| ------------------------------------------------------------- | --------------------- | --------- | -------------------------------------------------- |
| Marcos Hernández                                              | 50m vrije slag (m)    | 33e       | serie 7: 5de in 23,20                              |
| Marcos Hernández                                              | 100m vrije slag (m)   | 30e       | serie 7: 6de in 50,96                              |
| Rodolfo Falcón                                                | 100m rugslag (m)      | 9e        | serie 6: 3de in 55,61 halve finale 2: 6de in 55,59 |
| Neisser Bent                                                  | 200m rugslag (m)      | 24e       | serie 2: 1ste in 2.02,05                           |
| Yohan García                                                  | 100m vlinderslag (m)  | 43e       | serie 4: 6de in 55,74                              |
| Gunter Rodríguez                                              | 200m vlinderslag (m)  | 27e       | serie 3: 5de in 2.01,06 (NR)                       |
| Rodolfo Falcón Gunter Rodríguez Yohan García Marcos Hernández | 4x100m wisselslag (m) | 20e       | serie 3: 8ste in 3.46,88                           |
|                                                               |                       |           |                                                    |
| Ana Maria Gonzalez                                            | 100m rugslag (v)      | 30e       | serie 3: 7de in 1.04,95                            |
| Ana Maria Gonzalez                                            | 200m rugslag (v)      | 26e       | serie 2: 4de in 2.19,35                            |
| Imaday Nuñez Gonzalez                                         | 100m schoolslag (v)   | 31e       | serie 3: 7de in 1.13,91                            |
| Imaday Nuñez Gonzalez                                         | 200m schoolslag (v)   | 34e       | serie 2: 8ste in 2.41,97                           |

Albanië · Algerije · Amerikaanse Maagdeneilanden · Amerikaans-Samoa · Andorra · Angola · Antigua en Barbuda · Argentinië · Armenië · Aruba · Australië · Azerbeidzjan · Bahama's · Bahrein · Bangladesh · Barbados · België · Belize · Benin · Bermuda · Bhutan · Bolivia · Bosnië en Herzegovina · Botswana · Brazilië · Britse Maagdeneilanden · Brunei · Bulgarije · Burkina Faso · Burundi · Cambodja · Canada · Centraal-Afrikaanse Republiek · Chili · China · Chinees Taipei · Colombia · Comoren · Congo-Brazzaville · Congo-Kinshasa · Cookeilanden · Costa Rica · Cuba · Cyprus · Denemarken · Djibouti · Dominica · Dominicaanse Republiek · Duitsland · Ecuador · Egypte · El Salvador · Equatoriaal-Guinea · Eritrea · Estland · Ethiopië · Fiji · Filipijnen · Finland · Frankrijk · Gabon · Gambia · Georgië · Ghana · Grenada · Griekenland · Groot-Brittannië · Guam · Guatemala · Guinee · Guinee‑Bissau · Guyana · Haïti · Honduras · Hongarije · Hongkong · Ierland · IJsland · India · Indonesië · Irak · Iran · Israël · Italië · Ivoorkust · Jamaica · Japan · Jemen · Joegoslavië · Jordanië · Kaaimaneilanden · Kaapverdië · Kameroen · Kazachstan · Kenia · Kirgizië · Koeweit · Kroatië · Laos · Lesotho · Letland · Libanon · Liberia · Libië · Liechtenstein · Litouwen · Luxemburg · Macedonië · Madagaskar · Malawi · Malediven · Maleisië · Mali · Malta · Marokko · Mauritanië · Mauritius · Mexico · Micronesië · Moldavië · Monaco · Mongolië · Mozambique · Myanmar · Namibië · Nauru · Nederland · Nederlandse Antillen · Nepal · Nicaragua · Nieuw-Zeeland · Niger · Nigeria · Noord-Korea · Noorwegen · Oeganda · Oekraïne · Oezbekistan · Oman · Oostenrijk · Pakistan · Palau · Palestina · Panama · Papoea-Nieuw-Guinea · Paraguay · Peru · Polen · Portugal · Puerto Rico · Qatar · Roemenië · Rusland · Rwanda · Saint Kitts en Nevis · Saint Lucia · Saint Vincent en Grenadines · Salomonseilanden · Samoa · San Marino ·  Sao Tomé en Principe · Saoedi-Arabië · Senegal · Seychellen · Sierra Leone · Singapore · Slovenië · Slowakije · Soedan · Somalië · Spanje · Sri Lanka · Suriname · Swaziland · Syrië · Tadzjikistan · Tanzania · Thailand · Togo · Tonga · Trinidad en Tobago · Tsjaad · Tsjechië · Tunesië · Turkije · Turkmenistan · Uruguay · Vanuatu · Venezuela · Verenigde Arabische Emiraten · Verenigde Staten · Vietnam · Wit-Rusland · Zambia · Zimbabwe · Zuid-Afrika · Zuid-Korea · Zweden · Zwitserland · Individuele olympische atleten